# Custòdia documental
La custòdia documental es refereix a l'acció o les accions portades a terme per a guardar, conservar i tenir cura dels documents, independentment del seu suport. La custòdia documental dels documents electrònics es basa en l'organització de la custòdia o cadena de confiança, lligada a la preservació digital o digitalització i a l'ús de la signatura electrònica avançada, que deriven de la necessitat de preservar i assegurar a llarg termini els documents electrònics.

## L'organització de la custòdia o cadena de confiança
La cadena de confiança en la custòdia documental dels documents electrònics es basa en quatre estructures organitzades:
- Cadena de custòdia: és la possibilitat de demostrar que un objecte digital és fiable i autèntic mitjançant un seguit de processos orientats a la preservació de les seves propietats significatives, essencials i legals durant el període en què els valors primaris han estat en actiu i en el moment en què ha passat a ser custodiat pel servei d'arxiu. Aquesta cadena ha de ser documentada mitjançant les metadades corresponents a la traçabilitat dels objectes digitals, és a dir, qualsevol utilització, gestió, migració o operació realitzada sobre els objectes s'ha d'incloure en dits objectes. La traçabilitat s'estableix en una política de registre on totes les accions realitzades amb els objectes queden enregistrades. El procediment rep el nom d'auditoria.[3] El Diccionari de Dades de PREMIS ho denomina esdeveniments.[4] Els esdeveniments registrables més comuns són: creació, captura i/o ingrés, eliminació, modificació o actualització, visualització o consulta, canvi de localització, còpia, aplicació d'esdeveniment del cicle de vida. Per a cada esdeveniment ha de quedar constància qui ho realitza, quan ho fa, què es fa o es pretén fer i el resultat obtingut.[5]

- Custòdia de confiança: és l'encarregat de preservar a llarg termini els objectes digitals produïts i gestionats dins d'un Sistema de Gestió Documental. S'aconsella que la custòdia de confiança recaigui en una estructura orgànica consensuada per una organització. A Catalunya i pel que fa a l'administració pública, el projecte iArxiu[6] actua com a custòdia de confiança basat en el model OAIS que defineix la custòdia de confiança com un conjunt de persones i sistemes que accepten la responsabilitat de conservar els objectes digitals.

- Tercera part de confiança: és una persona física o jurídica que exerceix un paper neutral a l'hora de certificar l'autenticitat dels productes d'informació. A Catalunya, l'Agència Catalana de Certificació o CATCert[7] actua com a tercera part de confiança amb el projecte iArxiu, i com hem esmentat anteriorment també com a custòdia de confiança.

- Dipòsit digital fiable, arxiu digital o Repositori digital de confiança: és el suport tecnològic destinat a la preservació dels objectes digitals a llarg termini, on es gestionen l'emmagatzemament, les polítiques de preservació i l'accés als objectes digitals conservats. La custòdia documental ha de vetllar perquè estigui convenientment certificat. Alguns exemples de sistemes d'auditoria de repositoris digitals són DRAMBORA[8] i TRAC.[9] El sistema més utilitzat és el que deriva del model de referència OAIS. A Catalunya hi ha diversos repositoris digitals, entre les quals cal destacar cal destacar iArxiu. D'aquest darrer element es poden diferenciar tres tipus de dipòsits digitals: institucionals, temàtics o de tipologies documentals.

### Control d'accés
La signatura electrònica és un conjunt de dades annexades a un document electrònic que permet al receptor provar l'origen i protegir-les d'una falsificació posterior, cal destacar que no és un mecanisme de confidencialitat, en canvi sí que ho són el xifrat i els sistemes de Gestió de drets digitals.

### Traçabilitat
Al llarg del cicle de vida del document, és necessària una combinació de signatura, junt amb un registre de l'esdeveniment i possiblement segellat de temps. Pot ser que aquesta traçabilitat s'incorpori al document, de la mateixa manera que la gestió de canvis d'un document ofimàtic o sigui un registre centralitzat associat al repositori del document com succeeix amb la gestió de canvis d'aquesta pàgina wiki. La signatura només deixarà rastre de qui fou l'autor, revisor, etc. si és que algun d'aquests signà el document i pot incloure informació de temps sobre el moment de la signatura, que no de posteriors accessos, validacions, etc.

### Localització
La signatura electrònica per si sola no permet localitzar un document i garantir que la referència o enllaç que s'utilitza per a identificar-lo es correspongui inequívocament? al dit document.
Per tant, els sistemes de custòdia documental impliquen més tecnologies com Content Address Storage, que generen un localitzador basat en el contingut i, per tant, indissociable al mateix (no es depèn d'una base de dades relacional que pugui alterar-se sense modificar la signatura del document i, per tant, pensar que el contingut al que es fa referència és un altre encara que també estigui correctament signat).

### Preservació
La garantia de preservació implica generalment fer un re-signat? periòdic amb material actualitzat en el moment actual, signant una verificació d'una signatura anterior. Tot i que l'estàndard XAdES identifica com incorporar aquest material, és necessari un mecanisme actiu de preservació que el dugui a terme, considerant polítiques de preservació (p. e. la freqüència).
Addicionalment pot ser necessari garantir la llegibilitat del document, ja que a molt llarg termini, existeixen dependències en els estàndards o aplicatius emprats per a produir el document que desapareguin i, per tant, també convingui preservar.

## Aplicacions
- Comerç electrònic
- Factura electrònica